# Giro di Romagna 1995
Il Giro di Romagna 1995, settantesima edizione della corsa, si svolse il 10 settembre 1995 su un percorso di 207 km. La vittoria fu appannaggio dell'italiano Davide Cassani, che completò il percorso in 5h31'08", precedendo i connazionali Maurizio Fondriest e Francesco Casagrande.

## Ordine d'arrivo (Top 10)
| Pos. | Corridore            | Squadra                  | Tempo    |
| ---- | -------------------- | ------------------------ | -------- |
| 1    | Davide Cassani       | MG Boys Maglificio-Tech. | 5h31'08" |
| 2    | Maurizio Fondriest   | Lampre-Panaria           | a 15"    |
| 3    | Francesco Casagrande | Mercatone Uno-Saeco      | s.t.     |
| 4    | Luca Scinto          | MG Boys Maglificio-Tech. | s.t.     |
| 5    | Roberto Caruso       | ZG Mobili-Selle Italia   | s.t.     |
| 6    | Felice Puttini       | Refin-Cantina Tollo      | s.t.     |
| 7    | Massimo Donati       | Mercatone Uno-Saeco      | s.t.     |
| 8    | Alberto Elli         | MG Boys Maglificio-Tech. | a 4'48"  |
| 9    | Alessio Di Basco     | Amore & Vita-Galatron    | s.t.     |
| 10   | Gabriele Missaglia   | Brescialat-Fago          | s.t.     |